# Vrijemekaz
Vrijemekaz ( bezstabljični kravljak, veliki kravljak, prizemni kravljak, livadni kravljak, vilino sito, lat. Carlina acaulis), zeljasta trajnica iiz porodice glavočika. Jedna od dvadesetak vrsta iz roda kravljaka. Raste po srednjoj i južnoj Europi, uključujući i Hrvatsku.
Vrijemekaz ima veoma nisku stabljiku, a i ime vrste acaulis znači bez stabljike. Listovi su skupljeni u prizemnoj rozeti, bodljikavi su i perasto iscijepani, dugi do 30 centimetara. Cvjetovi su dvospolni, cjevasti i skupljeni u cvjetne glavice. Plod je oko 5 mm duga roška s dvaput ili triput dužim papusom.
Voli sunčana i suha mjesta, pa se često nalazi po planinskim livadama i pašnjacima. 
Biljka je ljekovita i jestiva. Jestivi su mladi listovi i cvjetne glavice.

## Podvrste
- Carlina acaulis subsp. acaulis, planinski kravljak
- Carlina acaulis subsp. caulescens (Lam.) Schübl. & G.Martens

Za pusteni kravjak, Carlina acaulis subsp. simplex (Waldst. & Kit.) Nyman, kaže se da je sinonim za Carlina acaulis subsp. caulescens
- C. acaulis
- C. acaulis
- Leptir Polygonia c-album na cvijetu vrste Carlina acaulis